# Gillis de Besche den äldre

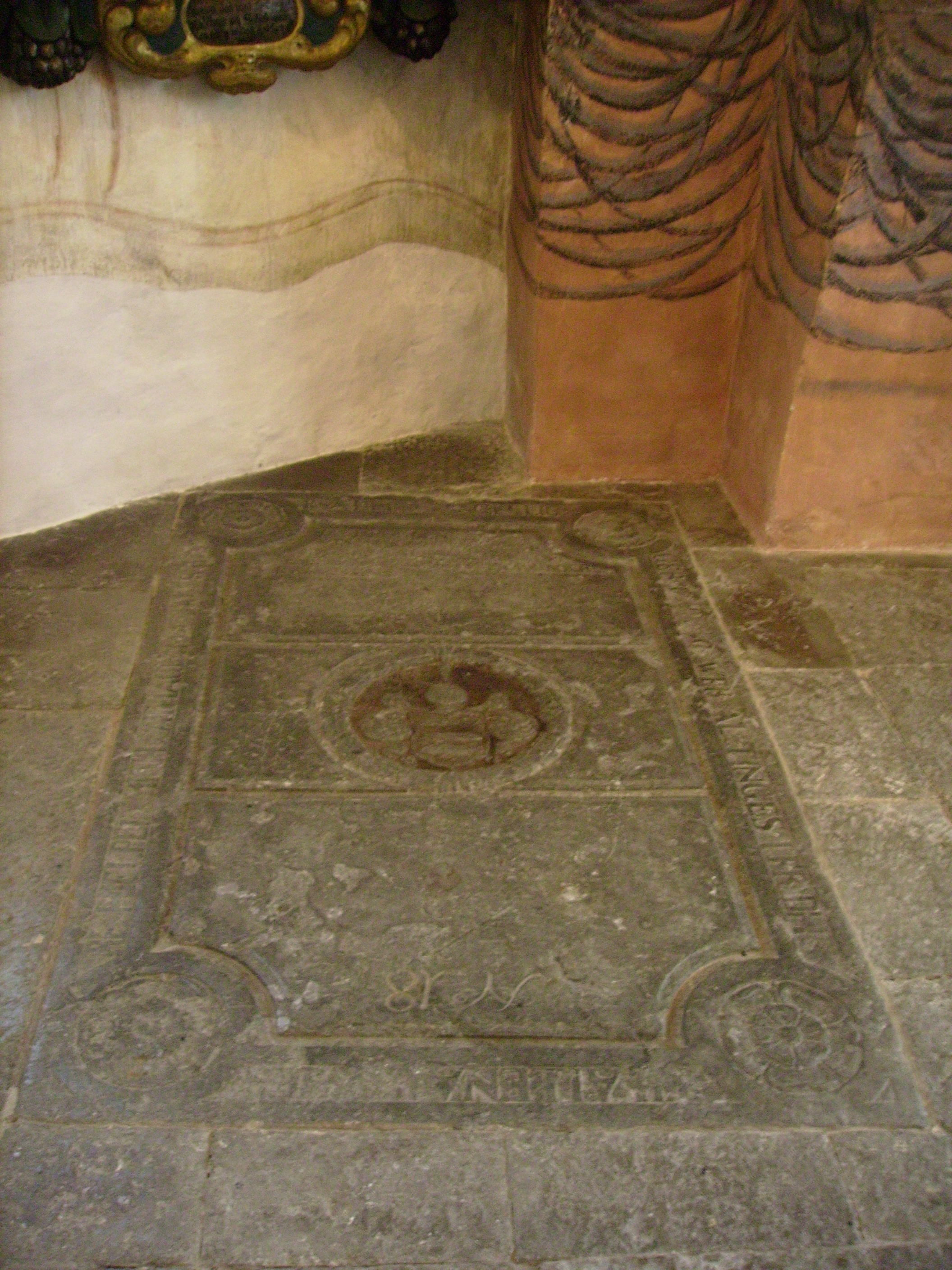
Gravhäll i Allhelgonakyrkan

Gillis de Besche den äldre, född 1579 i Liège, död 24 augusti 1648 i Nyköping, var en svensk arkitekt och industriman. Han var bror till Willem de Besche, Hubert de Besche den äldre samt Gerard de Besche.

## Biografi
Gillis de Besche den äldre flyttade till Sverige omkring 1600 tillsammans med sina bröder, och kallade sig i början för Gilliusson. Sedermera upptog han släktnamnet de Besche. Han hade erfarenheter från flera tekniska områden, och omtalas under 1610–1620-talen som medhjälpare åt sin svärfar, byggmästaren i Nyköpings slott Peter Dionisius samt sin bror och far. Under drottning Kristinas tid var han självständig arbetsledare vid Nyköpingshus.
Sin främsta insats gjorde han inom handel och industri. 1606 arrenderade han den Stora kronokvarnen i Nyköping, bedrev spannmålshandel och blev även bryggare i Stockholm och Nyköping. Han erhöll gården på Kvarnbacken efter sin svärfar tillsammans med privilegiet att uppföra en hammarsmedja. Tillsammans med en annan bror anlade han Nävekvarns styckebruk, som typiskt nog för tiden blev kanongjuteri. Gillis de Besche blev även delägare i Fada bruk, Bränn-Ekeby bruk samt flera andra bruk. Dessa bägge styckebruk samt ett tredje kom under 1630–40-talen att ägas av ett bolag som bestod av Gillis de Besche, Hubert de Besche och Louis De Geer.
Gillis de Besche residerade i Nyköping och var bolagets ekonomiske ledare.

### Familj
de Besche var gift med Sara Dionysia, dotter till slottsbyggmästaren Peter Dionisius i Nyköping. De fick tillsammans sonen bruksägaren och byggmästaren Vilhelm de Besche (1628–1682).